# 918
سنة 918 م، بالرومانية (CMXVIII)، تعتبر سنة بسيطة افتتحت يوم الثلاثاء حسب التقويم اليولياني.

## مواليد
- الدارقطني أحد أبرز العلماء المسلمين و محدث مشهور

## من وفيات سنة 918
- الطبراني
- كونراد الأول